# Poix-du-Nord
Poix-du-Nord ist eine französische Gemeinde mit 2156 Einwohnern (Stand 1. Januar 2022) im Département Nord in der Region Hauts-de-France. Sie gehört zum Arrondissement Avesnes-sur-Helpe und zum Kanton Avesnes-sur-Helpe.

## Geographie
Die Gemeinde Poix-du-Nord liegt am Flüsschen Saint-Georges, rund 20 Kilometer südöstlich von Valenciennes im Regionalen Naturpark Avesnois. Nachbargemeinden sind Louvignies-Quesnoy im Norden, Englefontaine im Osten, Hecq, Preux-au-Bois und Robersart im Südosten, Bousies im Süden, Vendegies-au-Bois im Südwesten, Neuville-en-Avesnois im Westen und Salesches im Nordwesten.

## Bevölkerungsentwicklung
| Jahr                       | 1962 | 1968 | 1975 | 1982 | 1990 | 1999 | 2006 | 2013 | 2020 |
| Einwohner                  | 2075 | 2134 | 2259 | 2277 | 2056 | 2013 | 2019 | 2182 | 2224 |
| Quellen: Cassini und INSEE |      |      |      |      |      |      |      |      |      |

## Sehenswürdigkeiten

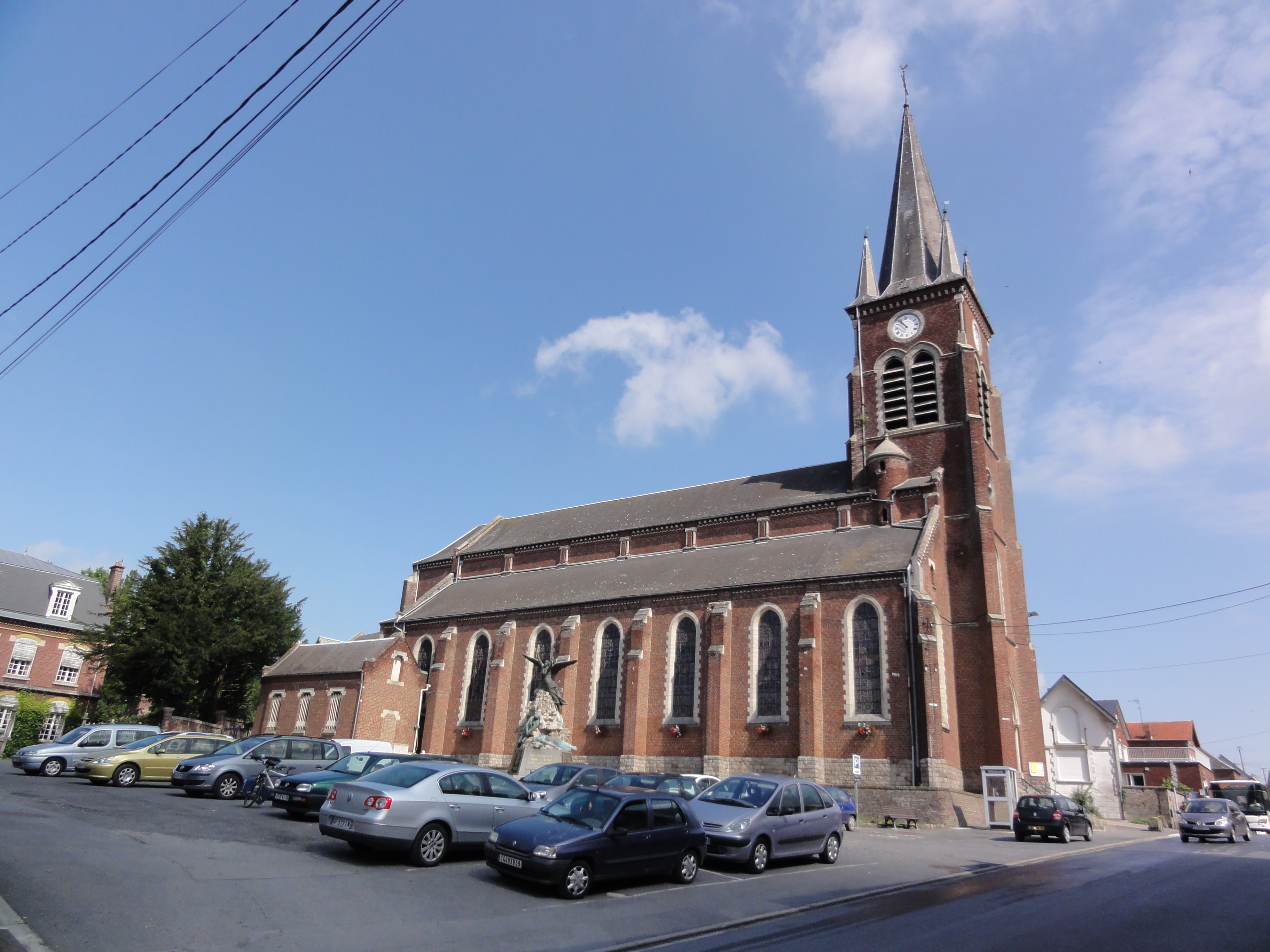
Kirche Saint-Martin
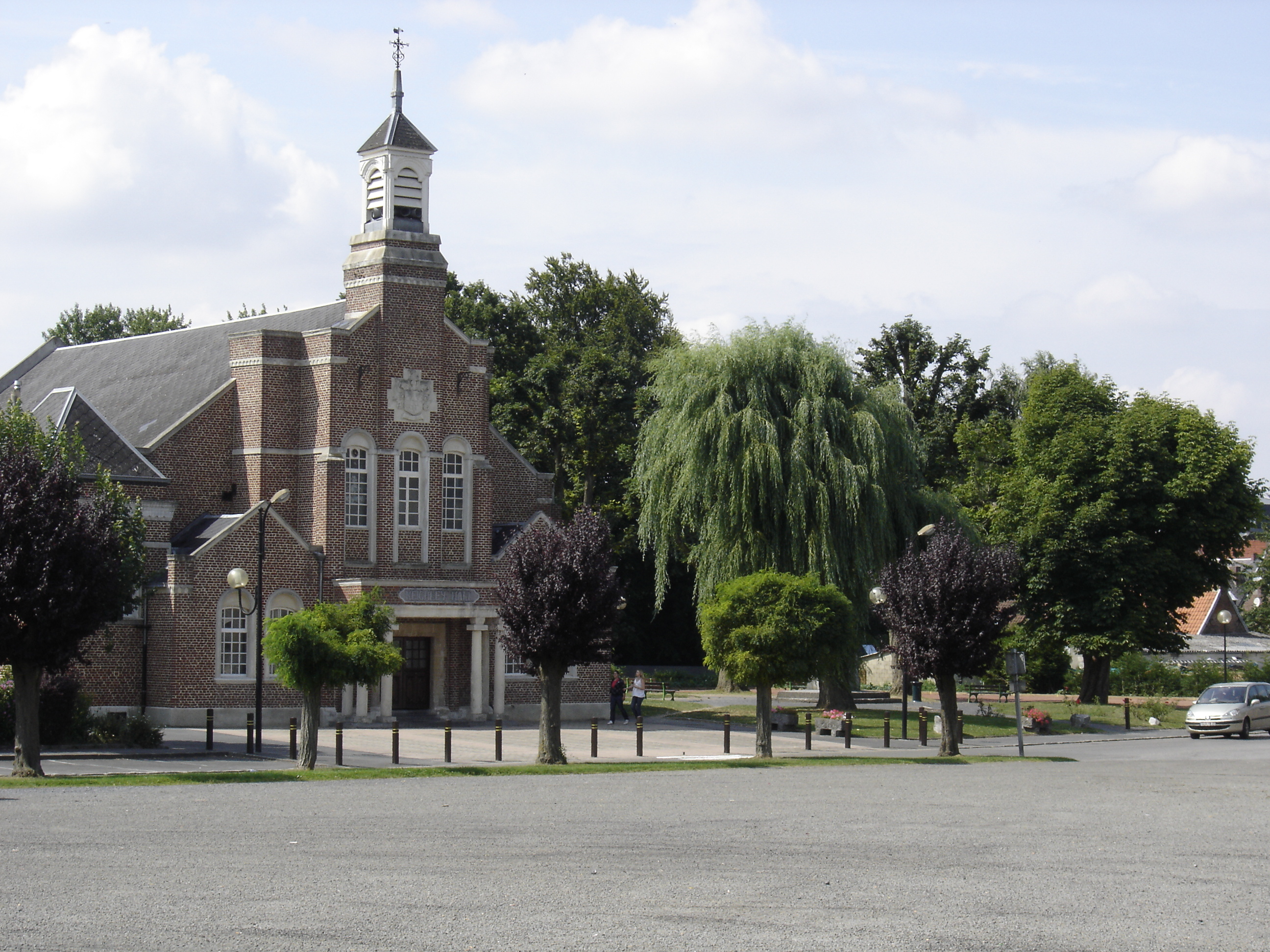
Festspielhaus „Keighley Hall“
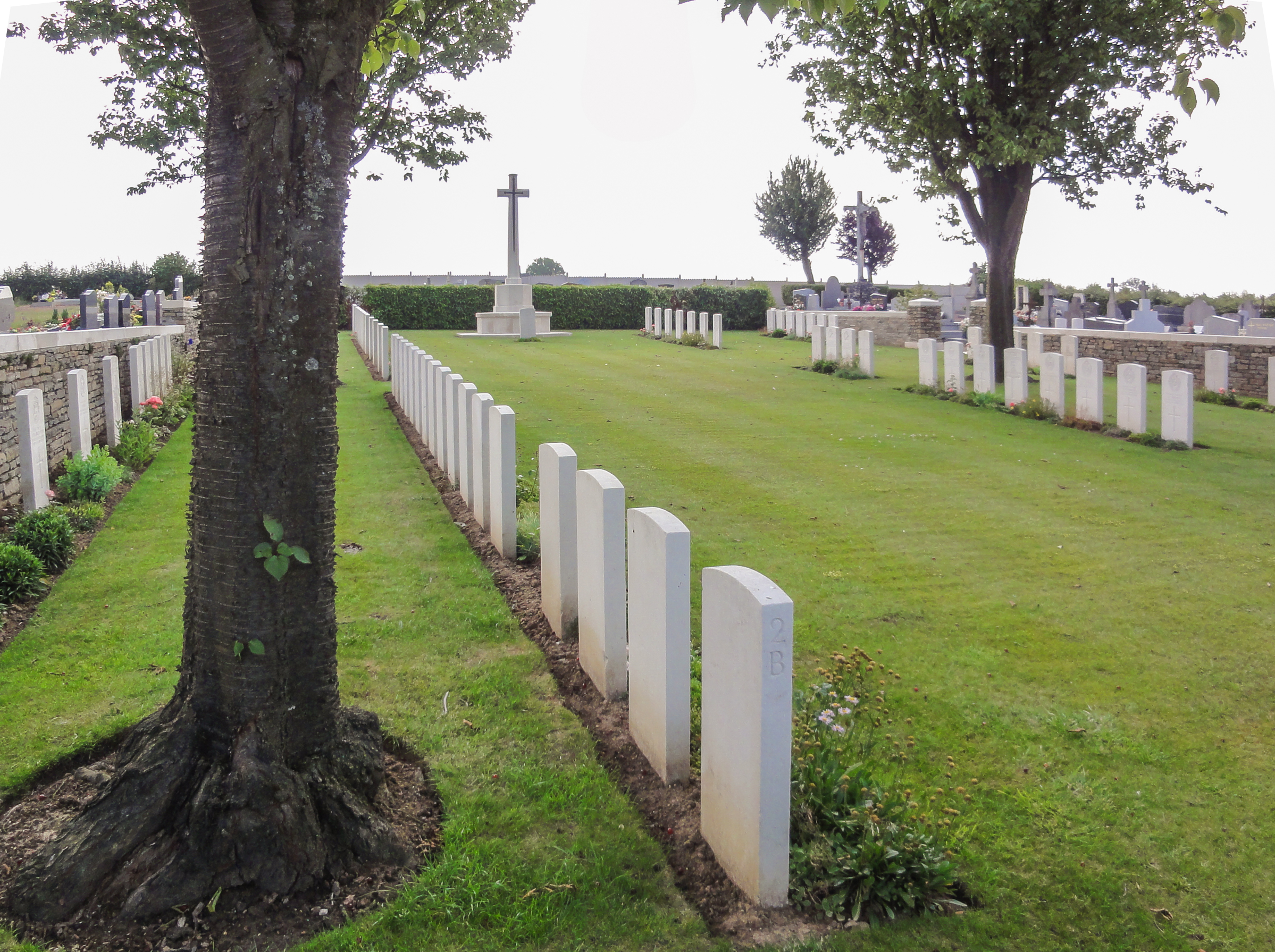
Soldatenfriedhof des Commonwealth
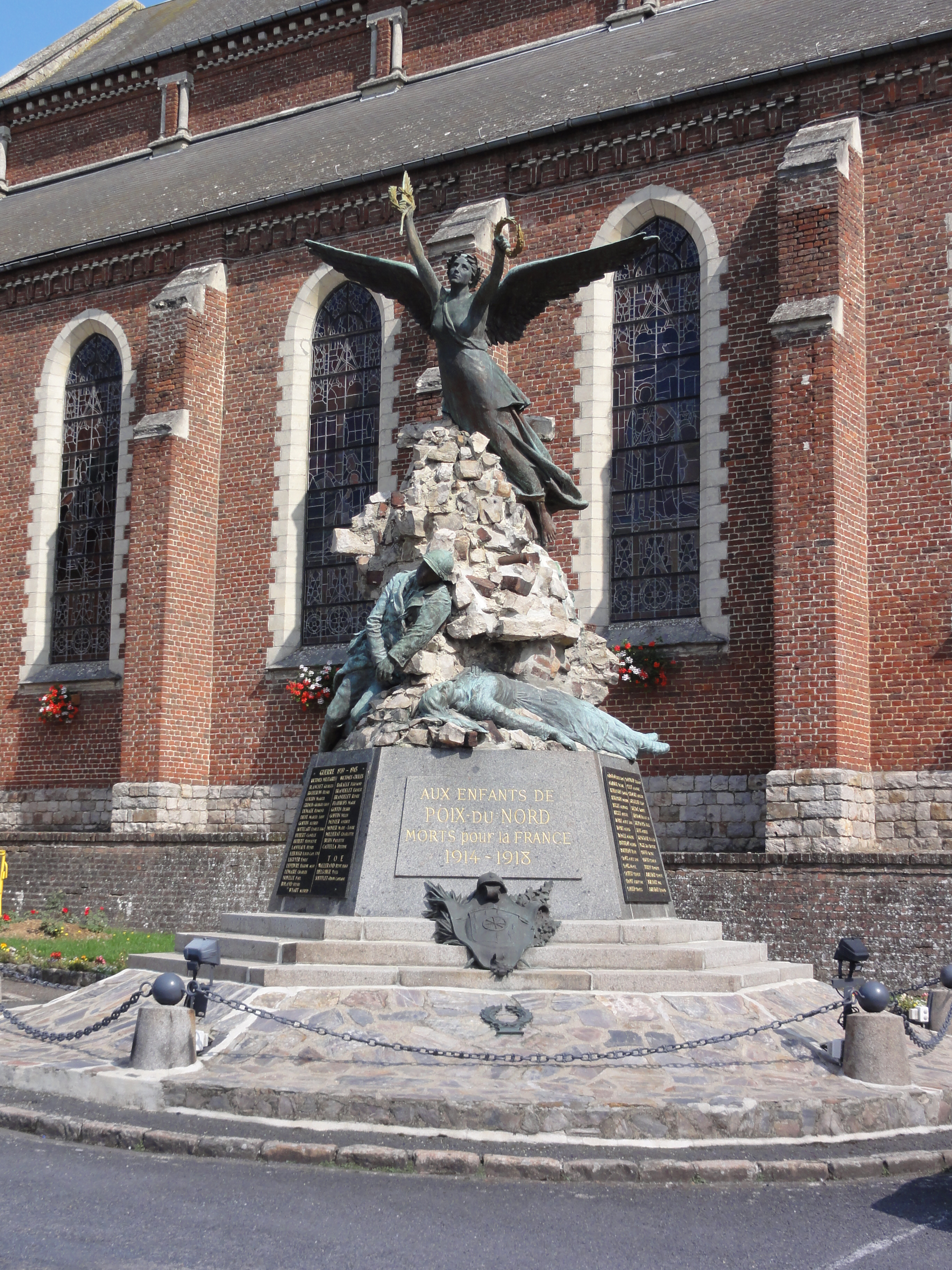
Gefallenendenkmal

- Kirche Saint-Martin
- Keighley Hall
- Soldatenfriedhof des Commonwealth
- Gefallenendenkmal

## Gemeindepartnerschaften
- Keighley in West Yorkshire, Großbritannien, seit 1920
- Burgbrohl in der Eifel, Deutschland, seit 1977